# Клауд реп
Клауд реп (такође познат као трилвејв или базирана музика) је микрожанр хип-хоп музике. Препознатљив је по ниском квалитету продукције.

## Историја и карактеристике
Продуцент Клемс Казино се води као пионир у области клауд репа још у 2010. години.  У чланку из 2010. године, Вокер Чамблис је претпоставио да је термин измислио музички текстописац Ноз, док је интервјуисао Лил Би-ја, иако у датом интервјуу није споменуо тај назив. Нико Амарка сматра да је Јанг Лин направио значајне промене у овом микрожанру, уз помоћ свог начина реповања, који је описан као "меланхоличан". Жанр је изашао на мејнстрим сцену када је репер Ејсеп Роки започео своју каријеру 2011. године. Клауд реп је постао познатији у такозваној "блогосфери", али је свеопшти интерес за овај жанр опао у последње време.
Значајни албуми из овог микрожанра укључују  A$AP Rocky's Live. Love. A$AP и Long.Live.A$AP. Вокер Чамблис, такође познат као Вокместерфлекс, објавио је 3 Years Ahead: The Cloud Rap Tape, пројекат за који се сматра да дефинише овај жанр.

## Списак уметника
- Ејсеп Роки
- Клемс Казино
- Ерик Дингус
- Шломо
- Мејн Атрекшнс
- Ситис Авив
- Јанг Лин
- Лил Би
- Наћо Пикасо[тражи се извор]